# James Kateka
James Kateka (Kagera, 19 april 1945) is een Tanzaniaans diplomaat en jurist. Sinds het begin van de 21e eeuw was hij rechter van het Internationale Gerechtshof en daarna van het Internationale Zeerechttribunaal.

## Levensloop
Kateka studeerde in 1970 af in de rechten aan de Universiteit van Dar es Salaam. Hierna voltooide hij nog een masterstudie aan het King's College in Londen met als specialisatie internationaal recht.
In 1970 begon hij zijn loopbaan bij het Ministerie van Buitenlandse Zaken van Tanzania. In deze functie was hij onder meer juridisch adviseur van de permanente vertegenwoordiging van zijn land bij de Verenigde Naties. Verder was hij ambassadeur in Duitsland, Rusland en Zweden.
In de periode van 2001 tot 2005 diende hij als ad-hocrechter voor het Internationale Gerechtshof in Den Haag, in de zaak Congo-Kinshasa vs. Oeganda (Armed Activities on the Territory of the Congo). Sinds 2005 is hij permanent rechter van het Internationale Zeerechttribunaal in Hamburg. Zijn ambtstijd loopt hier tot 30 september 2014.
Kateka nam deel aan verschillende internationale conferenties waarin internationale verdragen tot stand werden gebracht, waaronder het Weense Verdrag voor de Statelijke Naleving van Internationale Verdragen (Vienna Convention on Succession of States in respect of Treaties), het statuut voor de Internationale Zeebodemautoriteit in Kingston en het statuut voor het Internationale Zeerechttribunaal in Hamburg. Kateka werd in 1993 onderscheiden met het Grootkruis van de Orde van Pius.
- Gemeinsame Normdatei: 1020550163
- Virtual International Authority File: 233109029